# CJ 매콜럼
CJ 매콜럼(CJ McCollum, 본명: 크리스천 제임스 매콜럼, Christian James McCollum, 1991년 9월 19일 ~ )은 전미 농구 협회(NBA)의 뉴올리언스 펠리컨스 소속 미국 프로 농구 선수이다. 2015-16년 리그 3년차 동안 NBA의 기량이 가장 발전된 선수로 선정되었다.
매콜럼은 리하이 마운틴 호크스에서 대학 농구를 했으며 2010년과 2012년에 패트리어트 리그 올해의 선수로 선정되었다. 그는 2013년 NBA 드래프트에서 전체 10순위로 포틀랜드 트레일 블레이저스에 선정되었다. 처음 2년 동안은 예비 선수였던 그는 포틀랜드가 라마커스 알드리지, 웨슬리 매튜스, 니콜라스 바텀, 로빈 로페즈를 자유계약으로 잃자 슈팅 가드로 이적하기로 결정한 후 세 번째 시즌에 트레일 블레이저스의 풀타임 선발 투수가 되었다. 2014-15 시즌이 끝난 후 대행사. 2021년 8월 7일, 그는 크리스 폴을 대신해 전국농구선수협회(National Basketball Players Association) 회장으로 선출되었다. 2022년에 매콜럼은 뉴올리언스 펠리컨스로 트레이드되어 블레이저스에서의 9년의 경력을 마감했다.

## 고등학교 경력
매콜럼은 자신의 고향인 오하이오주 캔턴에 있는 글렌오크(GlenOak) 고등학교에서 골든이글스를 위해 고등학교 농구를 했다. 2005년 신입생이었던 그는 키가 1.57m(5피트 2인치)에 불과할 정도로 체격이 상당히 작았다. 그의 키에도 불구하고 매콜럼은 그의 운동 능력에 의존하여 골든이글스의 신입생으로 대표팀에서 뛰었다. 매콜럼은 결국 늦은 성장 급증의 혜택을 받아 고등학교 2학년이 되자 5인치, 고등학교 3학년이 되자 4인치를 더 늘렸다. 그것은 그를 대학 모집의 레이더에 올려 놓기에 충분하다는 것이 입증되었다. 주니어 시절 첫 경기에서 매콜럼은 54점을 얻어 학교 기록과 스타크 카운티 기록을 모두 세웠다.
고등학교 시절 내내 매콜럼은 슈팅 스트로크를 다듬기 위해 노력했다. 성공적인 노력은 그가 시니어 시즌 동안 평균한 경기당 29.3득점에 반영되었다. 졸업할 때까지 매콜럼은 통산 점수 1,405점으로 골든이글스 역사상 최고의 득점자가 되었으며, 그의 마지막 캠페인인 2008-09 시즌에서 게토레이 오하이오(Gatorade Ohio) 올해의 선수로 선정되었다.

## 대학 경력
매콜럼은 사립 연구 학교인 리하이 대학교에서 사계절 동안 뛰었다. 2009~10년 신입생으로 키가 1.91m(6피트 3인치), 몸무게가 75kg(165파운드)인 그는 마운틴 호크스에 즉각적인 영향을 미쳤다. 그는 31경기부터 33경기에 출전해 경기당 평균 19.1득점, 5리바운드, 야투 성공률 45.9%를 기록했다. 그는 미국 최고의 신입생 득점자이자 패트리어트 리그 역사상 최초로 컨퍼런스 선수 및 올해의 신인상을 받은 선수였다. 또한 그는 AP(Associated Press) 명예 가작 올아메리칸이었다. 매콜럼은 마운틴 호크스를 2010년 NCAA 토너먼트로 이끌었고, 여기서 그는 상위 시드 캔자스 팀에게 1라운드 패배에서 26점을 기록했다.
2010-11년 2학년 때 매콜럼은 아웃당 평균 21.8득점과 7.8리바운드로 증가했다. 그는 31개 대회에 출전해 선발 출전해 필드골 성공률 39.9%를 기록했다. 그의 슈팅 비율은 리하이의 기록과 마찬가지로 필드에서 39.9%로 떨어졌고 매콜럼은 버그넬 바이슨스(Bucknell Bisons)의 마이크 무스칼라(Mike Muscala)에 의해 컨퍼런스 올해의 선수상을 수상했다. 매콜럼은 퍼스트 팀 올 콘퍼런스(First Team All-Conference)로 선정되었다.
2011-12 캠페인의 주니어 선수로서 매콜럼은 다시 패트리어트 리그(Patriot League) 올해의 선수상을 수상했으며 3년 연속 퍼스트 팀 올 콘퍼런스 타이틀도 획득했다. 2012년에 마운틴 호크스는 NCAA 디비전 I 토너먼트에서 학교 최초의 승리를 거두며 듀크 벨 데빌스(Duke Blue Devils, 75-70)를 이겼고, 그 동안 매콜럼은 게임 최고점 30점을 기록했다. 이는 토너먼트 역사상 15위 팀이 2위 시드 팀을 물리친 여섯 번째 기록이다.
대학 시절 4년 동안 매콜럼은 체격을 채우기 위해 30파운드의 근육을 늘렸다. 그는 이미 3년차에 사실상 NBA 드래프트에서 최고의 선수가 될 것으로 여겨졌음에도 불구하고 NBA로 더 빨리 떠나는 대신 대학 마지막 학년을 마치기로 결정했다. 저널리즘의 유능한 학생인 매콜럼은 스포팅 뉴스에 자신이 교육을 계속하기로 결정한 이유를 설명하는 기사를 썼다.
2012년 11월 25일, 매콜럼은 새크리드 하트를 상대로 91-77 승리를 거두며 26득점을 기록하여 롭 피스터(Rob Feaster)를 패트리어트 리그의 역대 최고 득점자로 추월했다. 2013년 1월 5일 매콜럼은 VCU 램스(Rams)와의 경기에서 왼발이 부러져 시즌을 일찍 마감했다. 그는 2012-13년 시니어 클래스 어워드(Senior CLASS Award) 최종 후보였다. 매콜럼은 계속해서 리하이 대학교에서 저널리즘 학사 학위를 취득했다.